# Берегове (Сахалінська область)
Берегове (рос. Береговое) — село у Корскаковському міському окрузі Сахалінської області Російської Федерації.
Населення становить 27 осіб (2013).

## Історія
З 1905 по 3 вересня 1945 року у складу губернаторства Карафуто Японії, відтак у складі Корсаковського міського округу Сахалінської області.

## Населення
| 2002 | 2010 | 2013 |
| ---- | ---- | ---- |
| 46   | ↘29  | ↘27  |